# 金衡制

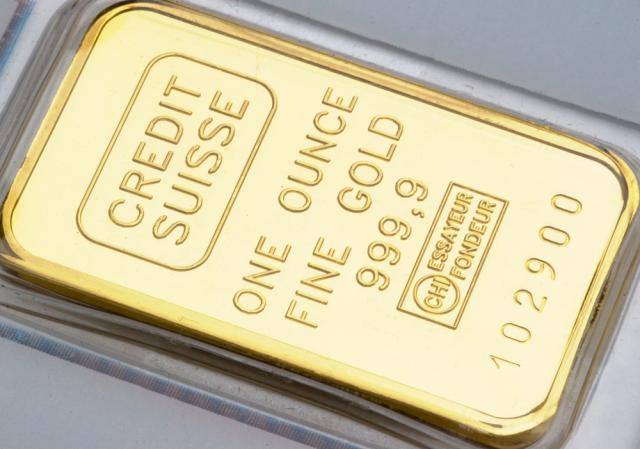
金衡盎司是用于黄金交易的传统单位

金衡制（Troy weight）是主要用于测量贵金属（如黄金、白银、铂金）以及某些宝石和火药的度量衡体系。该体系在世界范围内广泛用于金银交易市场、金银首饰行业及金融机构结算等场合。伦敦金银市场（LBMA）、纽约商品交易所（COMEX）报价时，通常都使用金衡盎司（Troy ounce）作为计价单位。
与英制中的常衡制（Avoirdupois）相比，金衡制具有不同的单位定义和换算规则，最显著的特征在于金衡盎司与常衡盎司（Avoirdupois ounce）并不相同。

## 起源与历史
金衡制的确切起源尚无定论，有人认为它可能源自中世纪欧洲贸易时采用的“特鲁瓦市集”（Troyes，位于法国）重量体系。随着国际贸易的扩展，这一重量体系在贵金属交易中逐渐取得主流地位。
1527年，英国皇家铸币厂正式开始使用金衡磅（Troy pound） 来计量金银。1828年，美国铸币局采用金衡磅作为重量标准进行铸币。在英美等国，金衡制作为法定或事实上的贵金属交易标准流传至今。

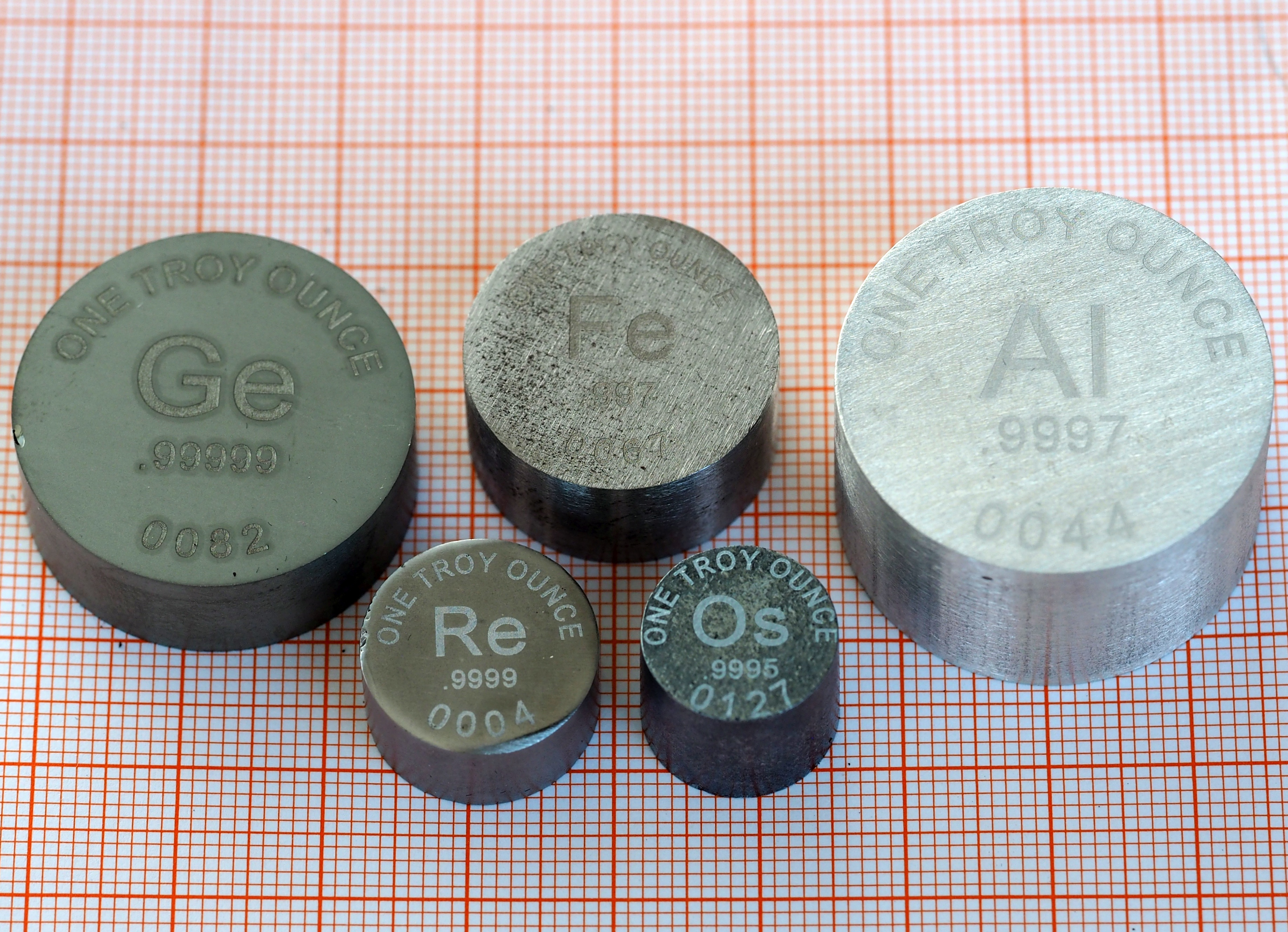
1 ozt 的锗，铁，铝，铼和锇

## 单位与换算

### 金衡磅
金衡磅（Troy pound）重约373.24克，等于12金衡盎司，比16常衡盎司的英磅轻。

### 金衡盎司
金衡盎司（Troy ounce）是金衡制中最常用的单位。一金衡盎司约等于31.1035克，金衡制盎司的重量相当于480格令，比常衡盎司（437.5格令）重正好17⁄175。

### 本尼威特
本尼威特（Pennyweight）， 或英钱，相当于24格令。

### 金衡格令
事实上不存在特定的“金衡格令”，金衡制与英制的其他系统（常衡以及金衡）使用相同重量的格令，每个格令都重 1⁄7000 常衡磅，约为64.79891毫克。

### 单位转换
| 单位             | 缩写     | 格令 | 克（精确值） |
| ---------------- | -------- | ---- | ------------ |
| 金衡磅（12盎司） | lb t     | 5760 | 373.24172 16 |
| 金衡盎司         | oz t     | 480  | 31.103 4768  |
| 本尼威特         | dwt、pwt | 24   | 1.55517384   |
| 格令             | gr       | 1    | 0.06479 891  |

## 中国金衡制

### 金衡兩
香港貴金屬買賣現仍使用與中國傳統有關之金衡兩，較菜市場使用之「兩」略輕。
- 1金衡两=1.203354金衡盎司=37.42849791克

## 另見
- 常衡
- 英钱